# Carleton Place
Carleton Place är en ort i Kanada.   Den ligger i provinsen Ontario, i den sydöstra delen av landet, 50 km sydväst om huvudstaden Ottawa. Carleton Place ligger 144 meter över havet och antalet invånare är 9 743.
Terrängen runt Carleton Place är platt. Närmaste större samhälle är Mississippi Mills, 11,8 km norr om Carleton Place. 
I omgivningarna runt Carleton Place växer i huvudsak blandskog. Runt Carleton Place är det ganska glesbefolkat, med 24 invånare per kvadratkilometer.